# هرس شکلی

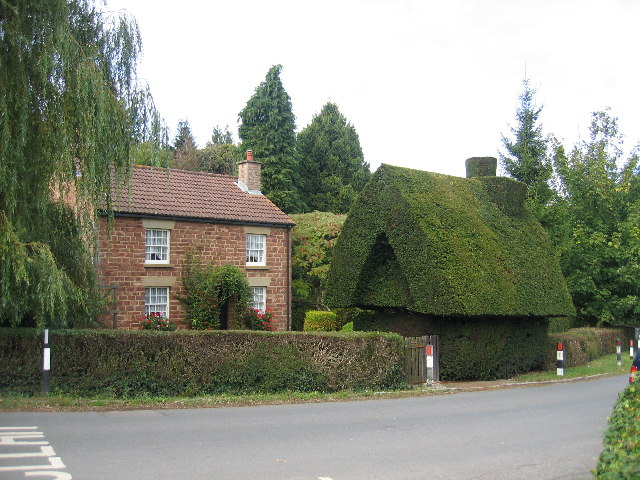
توپیاری انجام شده به شکل خانه

هرس شکلی یا توپیاری (انگلیسی: Topiary)، هنر مجسمه‌سازی توسط هرس شاخ و برگ درختان یا بوته هاست. درختچه‌هایی که در تویپاری استفاده می‌شوند سبز رنگ هستند و دارای شاخ و برگی کوچک و متراکم هستند. گیاهانی چون برگ بو، خاس و مورد از جمله گیاهانی هستند که برای توپیاری به کار برده می‌شوند.

## تاریخچه
توپیاری برگرفته از یک واژه لاتین به معنای باغ‌ها و مناظر زینتی است. ژولیوس سزار برای اولین بار توپیاری را به روم آورد. در کشورهای چین و ژاپن هنری وجود دارد که شاخ و برگ گیاهان را به شکل ابرها هرس می‌کنند. همچنین بونسای شیوه‌ای از توپیاری است. دز قرن شانزدهم میلادی در اروپا نیز توپیاری سنتی وجود داشت درختان مانند شکل‌های هندسی همچون توپ، هرم، مخروط آراسته می‌شدند. در قرن بیستم میلادی، والت دیزنی از توپیاری برای آرایش پارک‌هایش به شکل شخصیت‌های کارتونی استفاده کرد.